# Donato Carrisi
Donato Carrisi (Martina Franca, 25 de marzo de 1973) es un escritor, guionista y periodista italiano, creador de la pareja literaria de investigadores Marcus (sacerdote) y Sandra (fotógrafa). 

## Biografía

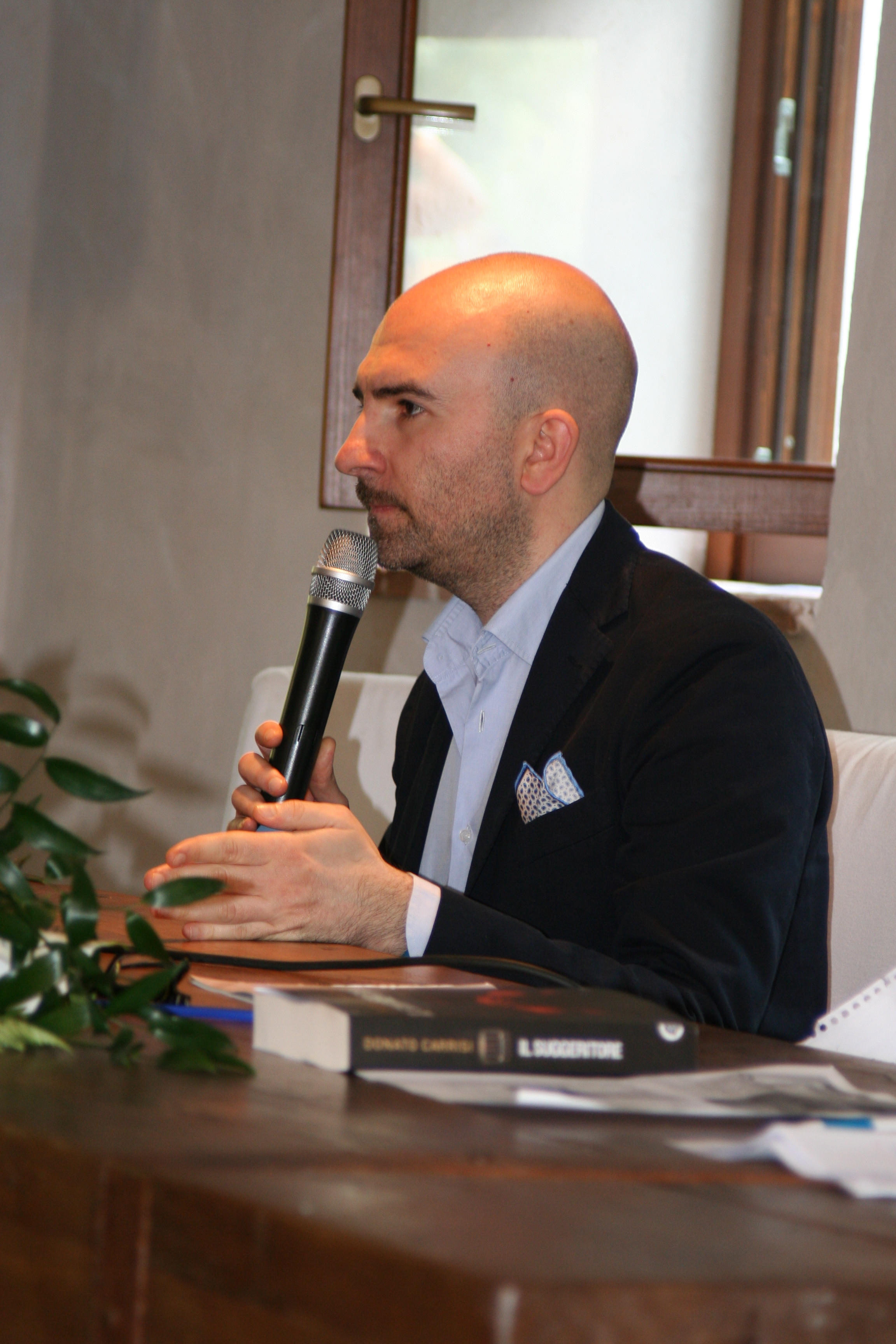
Donato Carrisi en la presentación de su libro, El suggeritore

Vive en Roma y colabora con Il Corriere della Sera. Guionista de televisión y cine. Es licenciado en jurisprudencia, con una tesis sobre Luigi Chiatti, "el Monstruo de Foligno". Luego se especializó en criminología y ciencias del comportamiento.

## Actividad profesional

### Editorial
Lobos, editada por Longanesi en 2009, es su primera novela con la cual ha ganado numerosos premios entre ellos el Premio Bancarella.
En 2011 publica El tribunal de las almas siempre con Longanesi y al año siguiente La mujer de las flores de papel.
En 2013, siempre con Longanesi, publica La hipótesis del mal libro que puede considerarse una secuela de Lobos de hecho Carrisi afirma considerarlos libros gemelos también porque en ambos libros aparece el personaje de Mila Vasquez.
En 2014, siempre con Longanesi, escribe "El Cazador de la oscuridad",que puede considerarse una secuela de "El Tribunal de las almas"; de hecho, en ambos libros encontramos los mismos personajes.

## Obra

### Novelas

#### Ciclo de Mila Vasquez
- Lobos (Il suggeritore-El susurrador), Longanesi, 2009
- La hipótesis del mal (L'ipotesi del male), Longanesi, 2013
- El juego del susurrador, 2019

#### Ciclo de Marcus y Sandra
- El tribunal de las almas, Longanesi, 2011
- El cazador de la oscuridad, Longanesi, 2014
- El maestro de las sombras, Duomo Ediciones, 2018

#### Otros libros
- La mujer de las flores de papel, Longanesi, 2012
- La chica en la niebla, Longanesi, 2015
- La casa de las voces, 2021

### Teatro
- Molly, Morthy e Morgan
- Cadaveri si nasce!
- Non tutte le ciambelle vengono per nuocere
- Arturo nella notte...
- Il Fumo di Guzman
- The Siren Bride, musical
- Dracula, musical

### Televisión
- Casa famiglia, serie televisiva 2001
- Casa famiglia 2, serie televisiva 2003
- Era mio fratello, film tv 2007
- Nassiryia - Per non dimenticare, film tv 2007
- Squadra antimafia - Palermo oggi, serie tv 2009
- Moana, fiction TV 2009
- Il 6° Senso - Quello che non ti aspetti dalla mente, programma TV 2014

### Cine
- La ragazza nella nebbia (2017)
- L'uomo del labirinto (2019)

## Premios
- Ganador de las Prix Livre de Pocas 2011, atribuido de los lectores franceses
- Ganador de las Prix SNCF du polar 2011, categoría Europea
- Ganador del XXIV Premio Literario Massarosa
- Ganador de la sexta edición del Premio Camaiore de Literatura Gialla
- Ganador de la 57esima edición del Premio Bancarella
- Ganador de la segunda edición del Premio 'Belgioioso Giallo
- Ganador de la tercera edición del Festival Mediterráneo del Giallo y del Noir
- Ganador con El Croupier Negro de la edición 2004 del Premio Solinas, sección Historias para el Cine.
- Febrero 2016, en todas las librerías de Madrid se presenta El cazador de la oscuridad y Carrisi es presentado como el escritor de thriller italiano más vendido en el mundo con más de 3 millones de copias vendidas.